# Италијани у Србији
Италијани у Србији су грађани Србије који се декларишу као Италијани.

## Познати Италијани у Србији
- Ана Дандоло, српска краљица, супруга краља Стефана Првовенчаног и мајка будућег краља Стефана Уроша I
- Вито Ромита, лекар кнеза Милоша
- Бартоломео Куниберт, лекар